# Portrait d'une danseuse espagnole
Portrait d'une danseuse expagnole  est une toile de Joan Miró, peinte à Barcelone, en janvier 1921. C'est la dernière œuvre de la période où il s'efforçait de « serrer au plus près la forme en appliquant la discipline du cubisme ». Réalisée  d'après un chromo, c'est une peinture forte au dessin intense et précis. Miró cherche vainement à atteindre une vérité objective, sans émotion, avec un réalisme appliqué et contraint. Elle fait partie de la collection Picasso, d'abord cédée au musée du Louvre, puis au musée Picasso.

## Description
Cette danseuse espagnole (et non pas « nègre » comme on l'a souvent qualifiée, à cause du fond noir), n'est représentée que par la ligne de son contour, avec des couleurs violentes (rouge pour le vêtement, cernes noirs autour des yeux), avec beaucoup de précision dans la coiffure où des accroche-cœurs viennent orner le front. Tout est fortement dessiné depuis le long coller de perles jusqu'aux boucles d'oreille et aux barrettes rouges et noires qui retiennent les cheveux. Avec le  rouge de la bouche sensuelle, l'orangé du peigne et les multiples arabesques, cette toile annonce la technique future de Miró.
Mais selon Yves Bonnefoy, la stylisation de la toile ne dépasse pas le niveau de l'affiche. Le critique d'art trouve cette œuvre maladroite, et cependant il  écrit : « En ruinant les moyens du peintre moderne de l'apparence, en effet, et les prétentions même de l'apparence à signifier le réel, Miró a retrouvé dans cette danseuse cette expression directe du sentiment instinctif que le peintre avait trop dominée et presque oubliée. »

## Expositions
- Miró : La couleur de mes rêves, Grand Palais, Paris, 2018-2019 — n°10.